# アンベードカル博士像

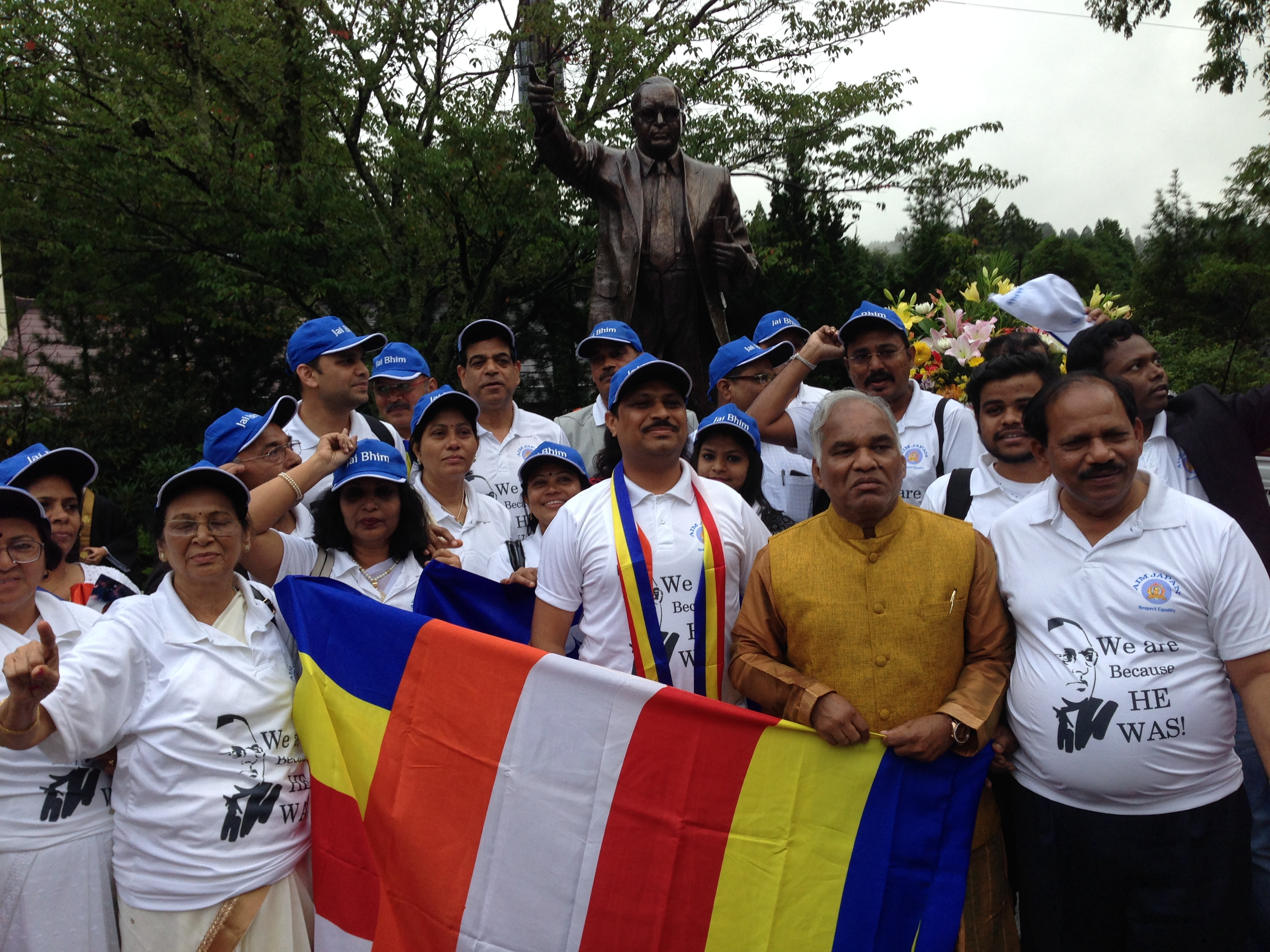
B.R.アンベードカル博士の銅像は、この写真が撮影された2015年9月10日に日本の高野山大学で除幕された。写真はアンベードカル像と一緒に写るアンベードカル派の人々

アンベードカル博士像（アンベードカルはかせぞう）は、日本の和歌山県にある高野山大学の構内で、ビームラーオ・アンベードカルの業績を記念して建てられた銅像。

## 概要
ビームラーオ・アンベードカル（1891年 - 1956年）は、不可触賤民ダリットの指導者、人権活動家、仏教復興運動の立役者、インド憲法起草委員の一人であり、インド共和国の創設者である。 
この像の設置は、2015年9月10日にマハラシュトラ州首相のデヴェンドラ・ファドナヴィスによって発表された。  像の高さは3.2 m。 高野山開創1200年、B・R・アンベドカール生誕125周年を記念して設立された。 建設費は220万2500ルピーであった。